# Dean Butterworth
Dean "Deano" Butterworth, född 26 september 1976, är en brittisk trummis som spelar i bandet Good Charlotte. Han spelade tidigare med Morrissey.